# Baotaqiao
Baotaqiao (kinesiska: 宝塔桥) är en stadsdelsdistrikt i Kina. Den ligger i provinsen Jiangsu, i den östra delen av landet, nära eller i provinshuvudstaden Nanjing. Antalet invånare är 97 631. Befolkningen består av 46 265 kvinnor och 51 366 män. Barn under 15 år utgör 9,0 %, vuxna 15-64 år 80 %, och äldre över 65 år 9,0 %.
Runt Baotaqiao är det mycket tätbefolkat, med 1 956 invånare per kvadratkilometer. Närmaste större samhälle är Nanjing, 6,3 km söder om Baotaqiao. Runt Baotaqiao är det i huvudsak tätbebyggt.
Genomsnittlig årsnederbörd är 1 291 millimeter. Den regnigaste månaden är juli, med i genomsnitt 289 mm nederbörd, och den torraste är december, med 32 mm nederbörd.